# Tashi Tsering (tibétologue)
Pour les articles homonymes, voir Tashi Tsering.
Tashi Tsering (tibétain : བཀྲ་ཤིས་ཚེ་རིང་, Wylie : bKra-shis Tse-ring) aussi appelé Tashi Tsering Josayma, né en 1960 est un tibétologue, historien et écrivain tibétain.

## Biographie

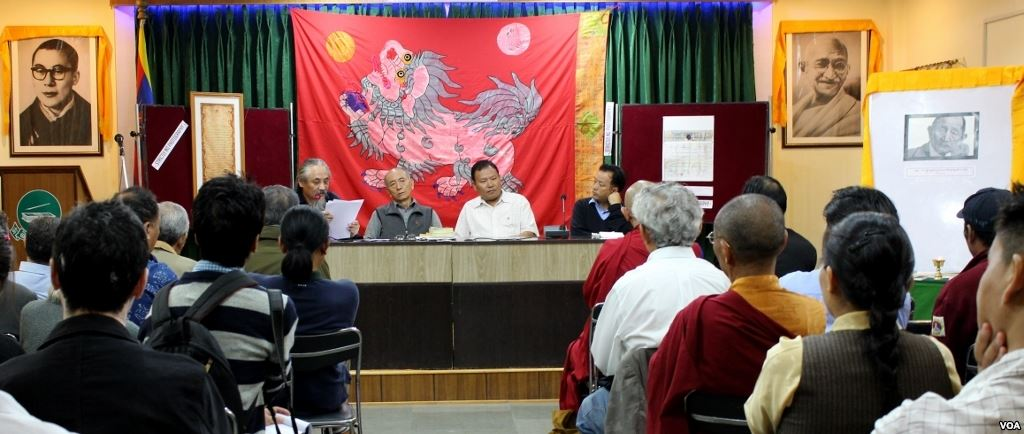
Tashi Tsering, à droite, aux côtés d'Acharya Karma Monlam, Sonam Gyaltsen et Chung Tsering, lors d'une exposition de photo à la mémoire de Rakra Tethong Rinpoche, en 2013.

Tashi Tsering est né en 1960. Il est un des directeurs fondateurs de l'Institut Amnye Machen. Il est également affilié à la Bibliothèque des archives et des œuvres tibétaines, et est rédacteur en chef de plusieurs revues tibétaines, dont le Journal du Tibet.
Tashi Tsering a étudié à l'École centrale pour les Tibétains de Dalhousie dans le nord de l'Inde de 1963 à 1971. Il a étudié l'histoire du Tibet, la littérature et le bouddhisme avec Khetsun Sangpo Rinpoché, Dzogchen Khenpo Thubten Phuntsok Rinpoché et Rai Bahadur Burmiok Athing.
Il a également reçu des enseignements du 14e Dalaï Lama. Il eut d'autres professeurs importants dont le 16e Karmapa, Dilgo Khyentse Rinpoché, le 4e Dodrupchen Rinpoché, le 4e Garje Khamtrul Rinpoché et Khunu Geshe Rigzin Tempa.
Il a été nommé consultant de l'Institut Namgyal de tibétologie par son directeur, Tashi Densapa.
Il est le récipiendaire de plusieurs prix de la communauté tibétaine.
Dans le documentaire Angry Monk - Réflexions sur le Tibet portant sur Gendün Chöphel réalisé par Luc Schaedler, il est interviewé en tant qu'expert.
Il a compilé la plus longue calligraphie de prières en tibétain réalisée par le calligraphe Jamyang Dorjee Chakrishar.

## Publications
- (en) The Life of Rev. G. Tharchin: Missionary and Pioneer, in (ed Jamyang Norbu), Christian missionaries and Tibet, (Lungta No 11) Amnye Machen Institute (Dharamsāla, India), 1998
- (en) Avec Isabelle Henrion-Dourcy, The singing mask: echoes of Tibetan opera, Amnye Machen Institute, 2001
- (en) Cosmogony and the origins, Amnye Machen Institute, Dharamsāla, India, 2004, (OCLC 64578326)
- (en) Éditeur de Aspects of Tibetan History (ouvrage collectif : Tashi Tsering; Roberto Vitali; Dan Martin; Leonard W J van der Kuijp; Elliot Sperling), Amnye Machen Institute, 2001, (OCLC 123271851)
- (en) Éditeur de Si-tu Paṇ-chen: his contribution and legacy (ouvrage collectif : Tashi Tsering; E. Gene Smith; Elliot Sperling; Franz-Karl Ehrhard); Amnye Machen Institute, 2000, (OCLC 123271849)
- (en) Yumtsho, Journal of Tibetan Women's Studies[5]